# Desa Bone (administrativ by i Indonesien, lat -9,80, long 124,46)
Desa Bone är en administrativ by i Indonesien.   Den ligger i provinsen Nusa Tenggara Timur, i den sydöstra delen av landet, 2 000 km öster om huvudstaden Jakarta.